# Geografia Nigru

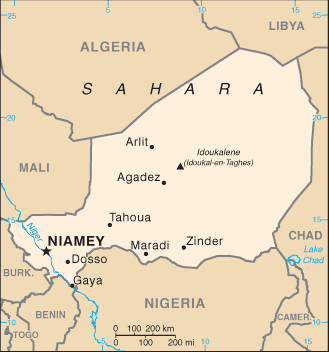
Mapa Nigru

Niger jest dużym państwem leżącym w Afryce Zachodniej. Jego terytorium jest podzielone pomiędzy Saharę, a obszary suchych sawann. Państwo leży na trasie dróg transsaharyjskich, stanowi pomost wiodący ku Czarnej Afryce. Niger w okresie kolonialnym należał do Francji, niepodległość uzyskał w 1960 roku. Nazwa państwa pochodzi od rzeki Niger, mimo że płynie ona jedynie na krótkim odcinku na południu kraju.

## Powierzchnia, położenie i granice
Powierzchnia – 1 267 000 km².
Skrajne punkty – północny 23°27′N, południowy 11°43′N, zachodni 0°06′E, wschodni 16°00′E. Niger jest szeroki na około 880 km (środek kraju) i długi na 1600 km (wraz z „cyplem” leżącym na południowym zachodzie).
Niger co prawda zalicza się umownie do krajów Afryki Zachodniej, ale jego terytorium leży na granicach geograficznych zachodniej i północnej Afryki. Zachodnie granice leżą w odległości 1 850 km od Atlantyku, a do Morza Śródziemnego kraj ten dzieli dystans około 1000 km. Najdalej od Nigru (wschodnia granica) leży Morze Czerwone, bo około 2500 km. Oznacza to, że Niger jest państwem śródlądowym, leżącym w głębi kontynentu afrykańskiego.
Niger graniczy z następującymi państwami:

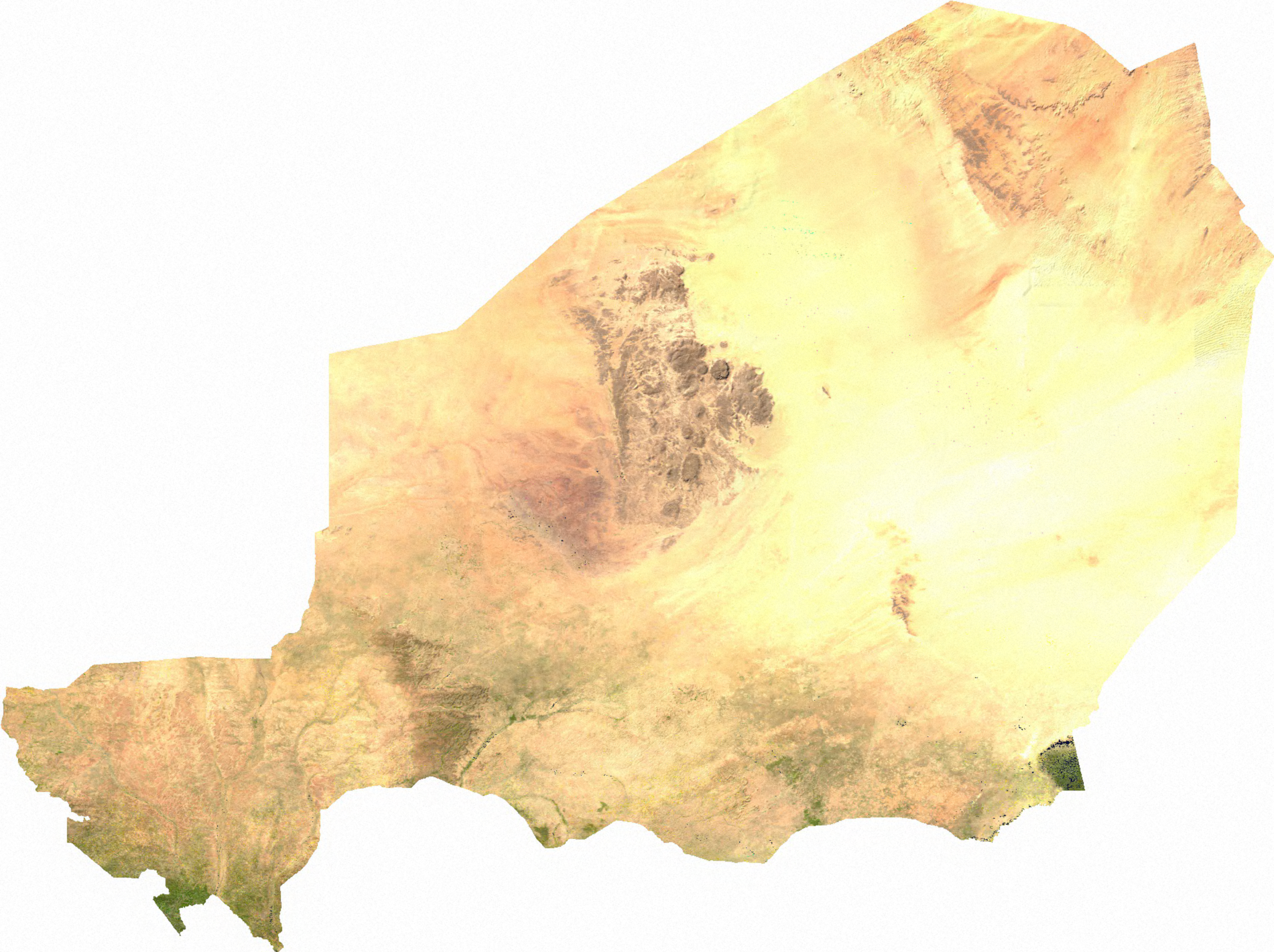
Satelitarne zdjęcie przedstawiające kontur kraju

- Algieria – 956 km
- Benin – 266 km
- Burkina Faso – 628 km
- Czad – 1 175 km
- Libia – 354 km
- Mali – 821 km
- Nigeria – 1 497 km

## Budowa geologiczna i rzeźba
Niger w większości swego terytorium jest zajęty przez dwa rozległe baseny sedymentacyjne, po wschodniej i zachodniej stronie kraju. Tereny te wypełnione są głównie jurajskimi i kredowymi piaskowcami. Przez środek kraju ciągnie się wyżyna Aïr, na której występują biegnące południkowo masywy. Obszar gór zbudowany jest z pochodzących z trzeciorzędu i czwartorzędu utworów wulkanicznych. Natomiast sama wyżyna – ze skał krystalicznych. Kraina Liptako-Gourma, leżąca nad Nigrem w południowo-zachodniej części kraju to obszar prekambryjskich skał krystalicznych, na które składają się granity i gnejsy.
Niger jest stosunkowo wyżynnym krajem o średniej wysokości 200–300 m n.p.m. Wspomniane wyżej baseny są wielkimi i płytkimi zagłębieniami, a wschodnia część obszarów o wysokości około 200 m n.p.m. stanowi zarazem zachodnią część Kotliny Czadu. Środek kraju zajmuje wspomniana wyżyna Aïr, której wysokość waha się od 500 do 1500 m n.p.m. Na jej obszarze wznosi się góra Bagzane o wysokości 2022 m n.p.m. Cała wyżyna leżąca w centrum kraju składa się z kilkunastu odosobnionych masywów. Północna część kraju w rejonie styku granic Algierii i Libii, także jest wyżynna, gdzie występują masywy górskie. Wyżyna Djado to obszar o podobnych wysokościach co Aïr. Na samej północy leży płaskowyż Manguéni. Oba obszary wznoszą się maksymalnie do 1150 m n.p.m.
Baseny sedymentacyjne – będąc obszarami wyżynnymi, lecz zdecydowanie niższymi, tak jak np. Aïr – stanowią obszar niecek. Na zachód od wyżyny Aïr leży niecka Talak, a na wschód – pustynny obszar Ténéré. Region południowo-zachodni, gdzie płynie rzeka Niger, jest dość nizinny i stanowi zarazem szeroką i płytką dolinę rzeczną.

Sahara nigeryjska

## Klimat
Niger leży w dwóch strefach klimatycznych. Są to region zwrotnikowego klimatu, suchego i skrajnie suchego z wybitnym kontynentalizmem i region klimatu podrównikowego suchego.
Klimat zwrotnikowy zajmuje 2/3 powierzchni kraju. Zajmuje on obszar północny i środkowy, przy czym na północy występuje odmiana skrajnie sucha, a im dalej na południe, tym częściej pojawiają się deszcze epizodyczne. Średnia krajowa opadów deszczu wynosi około 300 mm. Północne rejony są bardzo suche. Opady wahają się tam od 20 do 50 mm rocznie. Regiony leżące w pobliżu Libii i Algierii nie otrzymują deszczu wcale lub deszcz pada tam raz na kilka lat. Środkowa część kraju jest nacechowana epizodycznymi opadami rzędu 100 do 200 mm. Deszcze te zdarzają się sporadycznie w okresie letnim. W dzień występują upały o wartościach temperatur 40–50 °C, w nocy powietrze ochładza się do 10 °C. Zimą jest chłodno, średnie wartości temperatur to około 15 °C. W słońcu w dzień jest jednak dość gorąco. Nocami zdarzają się spadki temperatur, nawet poniżej zera. W zimie wieje charakterystyczny suchy i ciepły wiatr znad Sahary – harmattan.
Na południu kraju i rejonie stolicy Niamey w dolinie Nigru, występuje klimat podrównikowy. Ma on bardzo suchą odmianę, gdzie tylko na samym południu w rejonie nadgranicznym Beninu, jest w miarę wilgotno i latem zdarzają się silne ulewy. Opady wahają się od 300 mm w północnej strefie klimatu podrównikowego do maksymalnie 800 mm na samym południu. Średnio dla tych obszarów rocznie spada około 500 mm deszczu. Opady występują tylko w lecie w czasie pory deszczowej, trwającej od jednego miesiąca (sierpień) do czterech miesięcy na samym południu (czerwiec-wrzesień). Przez cały rok jest gorąco, jednak roczne i dobowe wahania temperatur są mniejsze. Średnie temperatury latem na samym południu kraju wynoszą 32 °C, a zimą około 24 do 26 °C. Silne upały charakterystyczne dla obszarów na północy, gdzie są pustynie – nie występują, chociaż w okresie kwiecień-maj temperatury maksymalne w Niamey niejednokrotnie przekraczają +40 ℃. 

## Wody
Sieć rzeczna jest bardzo uboga, a na północny w zasadzie nie ma żadnych cieków wodnych poza suchymi uedami, które raz na kilka lat wypełniają się płynącą wodą. W środkowej i południowej części kraju rzeki mają charakter okresowy. Przyczyną jest nie tylko to, że opady są niskie, ale to, że wody te płyną z północy na południe – czyli z obszarów o skąpych opadach.
Jedyna stała rzeka w kraju to Niger, która płynie na krótkim odcinku w południowo-zachodniej części kraju. Poziom wód tejże rzeki nie jest stały, Niger cechuje się dużymi wahaniami, od 1 750 m/s w styczniu, do zaledwie 140 m/s w okresie czerwiec-lipiec.
Na terenie kraju leży jedyne jezioro w państwie – Czad. Zbiornik ten jest podzielony pomiędzy Niger, Czad i Nigerię. W kraju występuje chroniczny brak wody, przez co wielu ludzi nie ma do niej stałego dostępu. Ludność jest zmuszona gromadzić wodę, w okresie krótkiej pory deszczowej. Na północny jedynym źródłem wody są studnie artezyjskie, gdzie występują wody podziemne.

## Gleby
Warstwa glebowa jest nieurodzajna. Większość gleb to pustynne i piaszczyste arenosole na południu i szkieletowe yermosole na północy. W wielu miejscach na północy kraju, pokrywy glebowej w ogóle nie ma, występują tam ruchome wydmy i pustynie żwirowe. Poza tymi dwoma typami gleb występują także regosole, a na wyżynie Aïr – planosole. Jedynie po obu stronach Nigru występują w miarę żyzne gleby aluwialne.

## Flora
Roślinność jest uboga, w przeważającej części kraju pustynna. Rejony leżące przy granicy z Libią i Algierią są pozbawione roślinności. Obszary leżące na północy kraju, a także w kilku miejscach jego środkowej części są pokryte pustyniami, na które składają się wydmy, skały i żwiry. Miejscami występuje roślinność efemeryczna oraz kserofity. Są to głównie trawy rosnące w dnach uedów, a w innych miejscach występuje głównie roślinność ciernista. Miejscami, głównie w oazach, rosną palmy i niskie gatunki akacji. Nieco bogatsza szata roślinna występuje na obszarach górskich, jednak w większości przypadków niezbyt wysokie góry są praktycznie pozbawione jakiejkolwiek roślinności. Głównie są to suche trawy i niewielkie krzewy, porastające zacienione lub zagłębione miejsca.
Dalej na południe roślinność jest nieco bogatsza. Pojawia się sawanna sahelska, gdzie miejscami rosną akacje i niskie suche trawy. Obszary takiej sawanny przypominają typowy step- czyli rejon gdzie występuje roślinność trawiasta, a drzew prawie nie ma. Dalej na południe sawanna ta przechodzi w nieco bogatszą sawannę sudańską. Jest tam więcej traw, i drzew, głównie akacje i baobaby, a także palmy dum (Hyphanene thebaica).
Na południowych krańcach, zwłaszcza w rejonie przy granicy z Beninem, sawanna jest bardziej wilgotna. Występują tam drzewa masłowe i nere (Parkia biglobosa). Te obszary w porze suchej także obumierają, przypominając sawannę sudańską. W wielu miejscach, w których opady osiągają 800 mm rocznie, występuje busz. Więcej zieleni jest nad Nigrem i w stolicy kraju, gdzie wiele drzew jest sadzonych przez ludzi.

## Fauna

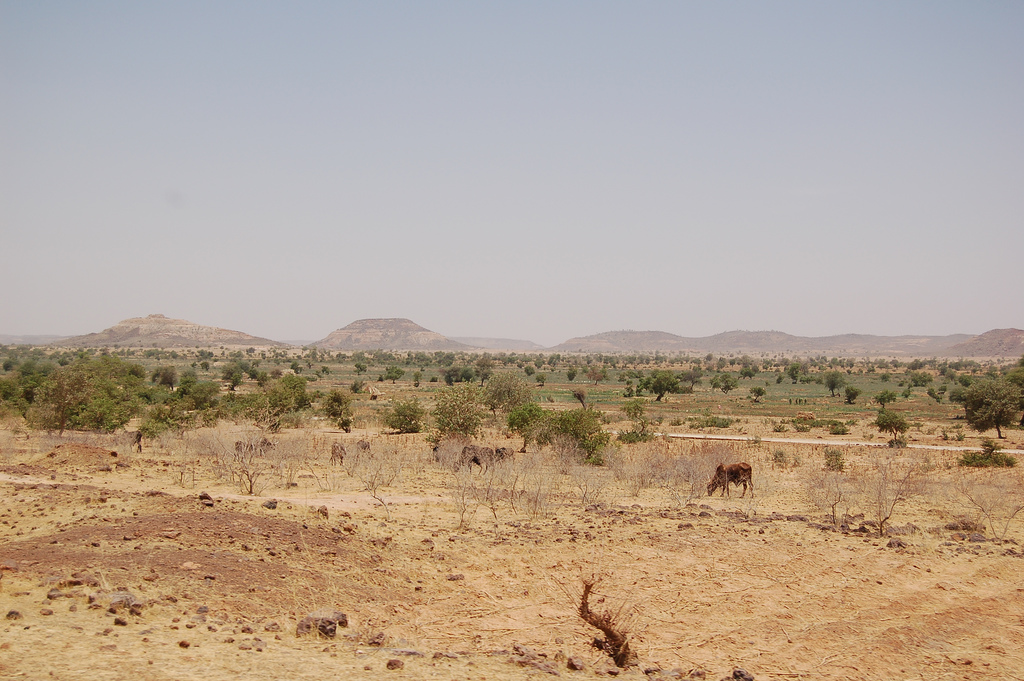
Sawanna w Nigrze

Pomimo małej liczby ludności i faktu, że wiele obszarów jest niezamieszkanych, to jednak świat zwierzęcy jest bardzo ubogi. Wiele gatunków zwierząt zostało przetrzebionych przez kłusowników, ale także przez samą naturę. Częste susze są przyczyną wymierania niektórych gatunków zwierząt. Jednak jeszcze 10 tysięcy lat temu Niger i sąsiednie państwa były regionami bardzo wilgotnymi, na których świat zwierząt reprezentowało wiele gatunków, obecnie spotykanych na niższych szerokościach geograficznych.
Na pustyniach żyją głównie drobne zwierzęta i owady. Skoczki pustynne, fenki i skorpiony, to główni przedstawiciele obszarów pustynnych. Na sawannach można spotkać antylopy, słonie i bawoły, jednak tylko na terenach chronionych, które łącznie zajmują 7,5% powierzchni kraju, czyli prawie 100 tysięcy km².